# Daniela Bártová
Daniela Bártová-Břečková (Ostrava, 6 maggio 1974) è un'ex astista e ginnasta ceca.

## Biografia
Nata come Daniela Bártová, nel 2001 sposò il canoista ceco Jan Břečka, assumendo quindi il doppio cognome.
Iniziò la carriera sportiva come ginnasta, raggiungendo buoni livelli (partecipò ai Giochi della XXV Olimpiade tenutisi a Barcellona nel 1992 con la squadra cecoslovacca di ginnastica artistica).
Poco dopo, si diede all'atletica leggera, e in particolar modo al salto con l'asta. Tra il 1995 e il 1998 stabilì per questa specialità 10 primati mondiali outdoor e 5 indoor.
Sempre nel salto con l'asta, si aggiudicò una medaglia d'argento agli Europei di atletica leggera indoor del 1998, disputatisi a Valencia, e due ori in Coppa Europa, nel 1998 e nel 2000.